# شیلی شیکو، شیلی
شیلی شیکو، شیلی (به اسپانیایی: Chile Chico) یک سکونتگاه مسکونی در شیلی است که در General Carrera Province واقع شده‌است.

## خصوصیات
شیلی شیکو ۵٬۹۲۲٫۳ کیلومترمربع مساحت و ۴٬۶۲۷ نفر جمعیت دارد و ۲۱۴ متر بالاتر از سطح دریا واقع شده‌است.